# Piotr Jerzy Bansemer
Piotr Jerzy Adolf Bansemer (także: Banzemer, ur. 1 listopada 1806 w Warszawie, zm. 8 sierpnia 1861 w Biebrich k. Wiesbaden) – prawnik, historyk przemysłu, młodszy brat Jana Marcina Bansemera.
Uczęszczał jak brat do Liceum Warszawskiego, które ukończył ok. 1824 r.; idąc za przykładem brata podjął studia na Wydziale Prawa i Administracji UW, uzyskując magisterium w roku 1827. Po wybuchu powstania listopadowego przyłączył się do insurgentów i służył jako kapitan w Gwardii Narodowej.
Po upadku powstania nie udał się na emigrację, lecz pozostał w Polsce i poświęcił się karierze w sądownictwie: w latach 1833–1844 był asesorem w sądzie policyjnym, a potem aż do śmierci obrońcą przy Prokuratorii Generalnej Królestwa Polskiego. Zajmował się także historią przemysłu i wydał w Warszawie pracę Obraz przemysłu w naszym kraju wedle najnowszych źródeł urzędowych.
Żona Piotra Jerzego, Klementyna Banzemer z Kurtzów (1819-1910), sybiraczka, zdobyła wielkie zasługi w czasie Powstania Styczniowego. Również syn Jan Adolf (1841-1896) był powstańcem styczniowym.
Piotr Jerzy Bansemer został pochowany obok matki na cmentarzu ewangelickim w Warszawie (Al.53 nr 4).